# Banūtarātom
Banūtarātom är en ort i Iran.   Den ligger i provinsen Kerman, i den sydöstra delen av landet, 1 100 km sydost om huvudstaden Teheran. Banūtarātom ligger 409 meter över havet och antalet invånare är 263.
Terrängen runt Banūtarātom är platt. Runt Banūtarātom är det glesbefolkat, med 8 invånare per kvadratkilometer. Banūtarātom är det största samhället i trakten. Trakten runt Banūtarātom är ofruktbar med lite eller ingen växtlighet.